# Eparquía de Volodímir-Brest (ortodoxa)
La eparquía de Volodímir-Brest, de Vladímir-Brest o de Volodímir-Volinski (en ucraniano: Володимирська єпархія) fue una circunscripción eclesiástica de la Iglesia ortodoxa de Constantinopla en la Rus de Kiev. Se trataba de una eparquía bizantina, sufragánea del metropolitanato de Kiev y toda la Rus. El 23 de diciembre de 1595 proclamó la Unión de Brest y pasó a ser la eparquía de Volodímir-Brest de la Iglesia católica.

## Territorio y organización

Mapa de la Rus de Kiev, siglos -

La eparquía extendía su jurisdicción sobre los fieles de rito bizantino residentes en parte de la Rus de Kiev en territorios que hoy son parte de Ucrania, Polonia y Bielorrusia. A mediados del siglo XII las regiones de Volinia, Polesia, Nadbuzha con Mielnik, la cuenca del alto río Dniéster, así como las ciudades de Cherven y Przemyśl, quedaron subordinadas a la eparquía. Con la expansión del cristianismo en los territorios occidentales de la Rus de Kiev, en el siglo XIII fue reduciendo su territorio con la erección de las eparquías de Galitzia o Hálych (1147), Przemyśl (1219), Túrov (1223), Ugrá (1223, que luego se trasladó a Chełm o Jolm) y Lutsk (1235). A finales del siglo XIII la eparquía de Volodímir-Brest incluía únicamente los raiones de Volodímir y Krémenets en Volinia, así como las tierras de Bielsko-Biała, Brest y Drahichyn.

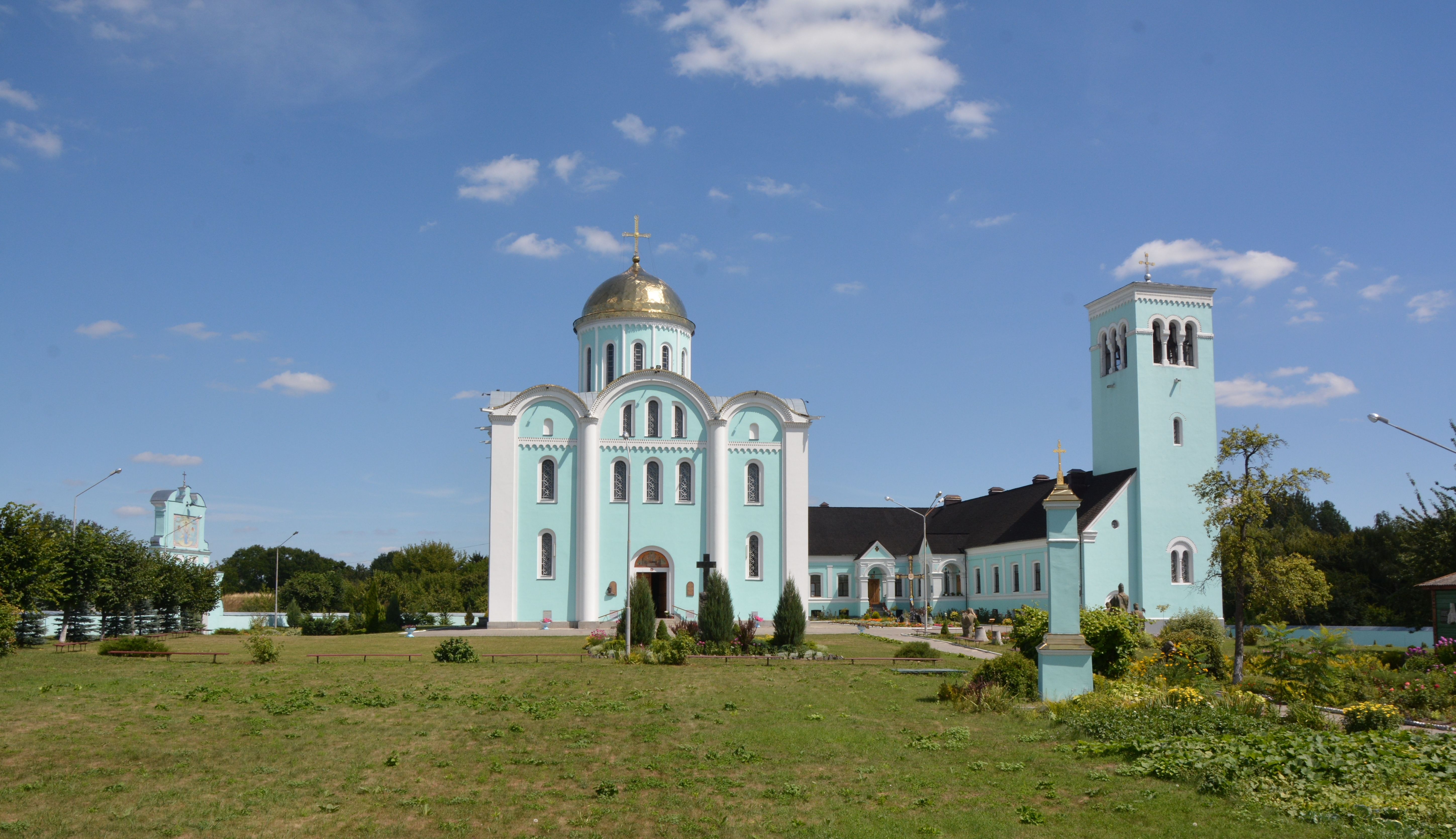
Catedral de la Dormición de María, en Volodímir-Volinski, hoy perteneciente a la Iglesia ortodoxa rusa

La sede de la eparquía se encontraba en la ciudad de Volodímir (también llamada Volodímir-Volinski y Vladímir-Volinski), en donde se halla la Catedral de la Dormición de María, que fue consagrada en 1160, destruida por los mongoles circa 1240. Luego reconstruida, pasó a la Iglesia greco-católica en 1595 y se incendió en 1683, quedando abandonada. Entre 1896 y 1900 fue reconstruida y desde 1996 es la catedral de la eparquía de Volodímir-Volinski y Kovel de la Iglesia ortodoxa ucraniana del patriarcado de Moscú.

## Historia
Según el cronista húngaro Notary, la ciudad moderna de Volodímir-Volinski ya existía en 884 con el nombre de Lodomyr, expresando que sorprendió a los extranjeros con sus edificios y templos. En 981 Volinia fue conquistada por Vladimiro I de la Rus de Kiev y la ciudad fue renombrada Volodímir (o Vladímir). La eparquía ortodoxa de Volinia con sede en Volodímir-Volinski probablemente se estableció en la segunda mitad del siglo XI, aunque algunos autores sitúan este hecho en 992. El hecho de que solo en esa época se construyera en Volodímir una catedral de piedra, imitando la arquitectura del templo principal del monasterio de las Cuevas de Kiev, puede indicar la erección de la diócesis en la segunda mitad del siglo XI. La creación de la administración está asociada a la división política de la Rus de Kiev y a la política activa del metropolitano de Kiev, Juan II, quien buscó crear nuevas diócesis en la Rus de Kiev. Su intención fue apoyada por los príncipes específicos, quienes, al crear diócesis en sus capitales, enfatizaron su importancia e independencia de Kiev.
El primer obispo de Volodímir-Volinski conocido por su nombre fue Esteban, ordenado en 1086 cuando era abad del monasterio de las Cuevas de Kiev. La eparquía ortodoxa de Volodímir-Brest era la segunda en preeminencia del metropolitanato de Kiev bajo el patriarcado de Constantinopla. Los obispos de Volodímir-Volinski tenían derecho a usar el título honorífico de arcipreste, solo superado por el metropolitano de Kiev.
Volodímir, bajo el reinado del príncipe Román el Grande se convirtió en la capital del Principado de Galitzia-Volinia. En la catedral se casaban y coronaban grandes príncipes, se firmaban tratados interestatales y comerciales, se recibía a invitados de honor, y obispos y príncipes de la tierra de Volodímir hallaban su descanso eterno.
De 1302 a 1332 y de 1337 a 1347 la eparquía fue parte del metropolitanato de Hálych o Galitzia. Desde 1371 al metropolitanato de Lituania y desde 1399 nuevamente al metropolitanato de Kiev y toda la Rus.
Desde 1405 los obispos de Volodímir-Volinski llevaron el título de Volodímir y Brest.
En la unión entre las Iglesias católica y ortodoxa concluida en 1439 en el Concilio de Florencia, el obispo Daniel de Volodímir-Volinski, según admitió él mismo, «recibió... la ordenación episcopal y se confesó» ante el metropolitano uniato Isidoro de Kiev y el patriarca uniato polaco Gregorio III Mamma. Tras el retorno de las eparquías de Rusia Occidental a la autoridad del metropolitano ortodoxo Jonás, el obispo Daniel se arrepintió el 28 de octubre de 1452 y fue confirmado en su rango, tras comprometerse a «no hacer... nada por necesidad, ni del zar, ni del rey». Sin embargo, el sucesor de Daniel, junto con otros obispos de Rusia Occidental, presionados por el rey, se sometió a Gregorio el Búlgaro, quien había llegado de Roma y había recibido allí la consagración de Gregorio Mamma. Ni los obispos de Volodímir-Volinski ni los príncipes y señores ortodoxos de Volinia participaron en los intentos posteriores de lograr una unión eclesiástica (en 1476 y 1500).

### Eparquía greco-católica
La eparquía de Volodímir-Brest se volvió la eparquía greco-católica de Volodímir-Brest con la Unión de Brest (1595-1596), deseada por los metropolitanos de Kiev y por una parte de la jerarquía greco-ortodoxa de la actual Ucrania y de Bielorrusia. Entre los principales partidarios de la causa uniata se encontraba Adam Hipacy Pociej, obispo de Volodímir-Brest desde 1593, quien hizo una profesión formal de fe católica en Roma el 23 de diciembre de 1595, en presencia del papa Clemente VIII.

### Restauración
En agosto de 1620 el patriarca Teófanes III de Jerusalén de paso por Kiev y a petición del hetman cosaco Petro Konashevych-Sahaidachny consagró una nueva jerarquía ortodoxa en obediencia al patriarca de Constantinopla y bajo protección cosaca, incluyendo a Józef Kurcewicz como obispo de Volodímir-Brest. El 15 de julio de 1621 el rey Segismundo III Vasa de Polonia prohibió al obispo ortodoxo que se le permitiera entrar en Volodímir-Volinski, por lo que durante algún tiempo residió en el monasterio de Derman Druha, hasta que en 1625 huyó a Moscú, desacreditado ante los fieles por su comportamiento inmoral. En 1633 esta jerarquía ortodoxa fue reconocida por el rey Ladislao IV de Polonia, quedando establecida como jerarquía rival de la greco-católica, pero la eparquía ortodoxa de Vladimir-Brest no fue incluida en el privilegio y se extinguió en 1633 al ser incorporada a la eparquía de Lutsk.
El 3 de mayo de 1996 la Iglesia ortodoxa ucraniana del patriarcado de Moscú restableció la eparquía con el nombre de eparquía de Volodímir-Volinski y Kovel, separándola de la eparquía de Volinia. Tras la formación de la Iglesia ortodoxa ucraniana del patriarcado de Kiev, el 23 de enero de 2017 la eparquía se dividió creándose la rival llamada eparquía de Volodímir-Volinski.

### Vida monástica
El centro más antiguo de vida monástica en la eparquía de Volodímir-Brest fue el monasterio masculino de la Natividad de la Madre de Dios, en Volodímir, fundado a mediados del siglo XI o en el siglo XII. En el siglo XIII se fundó el monasterio de San Miguel Arcángel, en Volodímir. Posteriormente, se establecieron tres monasterios ortodoxos más en Volodímir, todos ellos centros de vida monástica más importantes de Volinia. Desde 1227, existía el monasterio de San Nicolás, en Żydyczyn. El más antiguo de los monasterios mencionados fue el más importante, y desde 1320 su abad tenía derecho a usar el título de archimandrita.

## Episcopologio

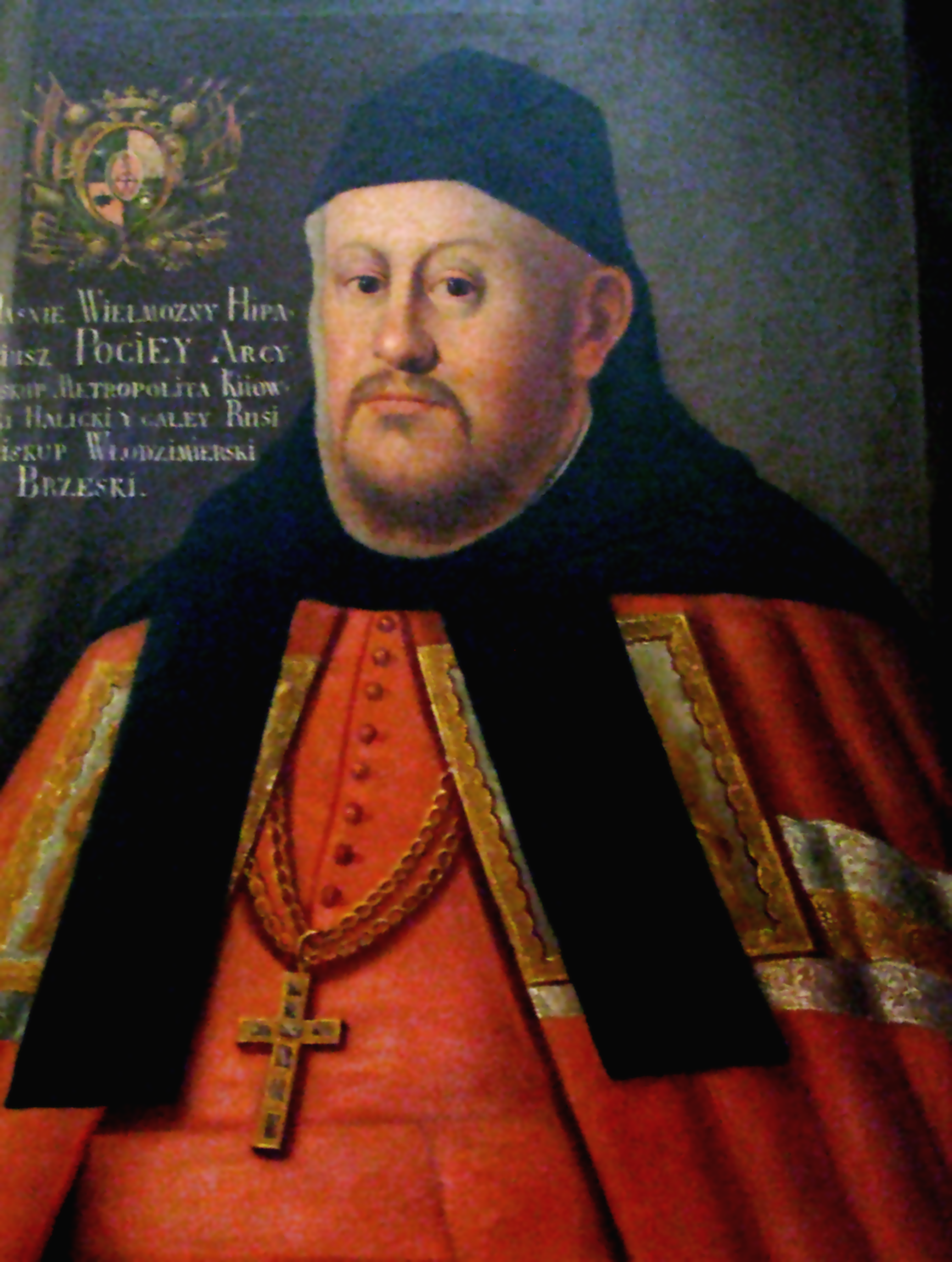
Adam Hipacy Pociej, último obispo ortodoxo de Volodímir-Brest, firmó la Unión de Brest en 1595

- Esteban † (1084/1086-27 de abril de 1094)[nota 1]
- Amphilochius † (1105-1122)
- Simón † (1122-1136)
- Theodore † (1137-1147)
- Policarpo † (1196-1213)
- Tomasz † (1213-1229)
- Nicolás † (1230-1235)
- Mitrofan † (1235-1239)
- Justin † (1239-1249)
- Esteban † (1249-1260)
- Serapion † (1260-1282)
- Nikita † (1282-1286)
- Ensegenius † (1286-1289)
- Pimen † (1306-1326)
- Arsenio † (1326-1330)
- Atanasio I † (1331-1353)
- Alejo I † (1353-1354)
- Gerazym † (1354)
- Jonás † (1386-1388)
- Teognost † (1388-1405)
- Piotr † (1405-1413)
- Gerazym II † (1413-1416)
- Charyton † (1416-1425)
- Daniel † (1425-1455) (en 1439 aceptó la Unión de Florencia, pero volvió a la ortodoxia el 28 de octubre de 1452)
- Akacio † (1455-1487) (aceptó por un tiempo la Unión de Florencia)
- Wassian I † (1487-1497)
- Wassian II † (1509-1513)
- Pafnucy † (1511-1522)
- Jonás II † (1523-1533)
- Józef † (1533-1540)
- Gennadiusz † (1540-1546)
- Józef Borzobohaty † (1550-1565)
- Teodozjusz Łazowski † (1565-1588)
- Melecjusz Chreptowicz † (1588-1593)
- Adam Hipacy Pociej, O.S.B.M. † (1593-23 de diciembre de 1595 por la proclamación de la Unión de Brest pasó a ser católico junto con la eparquía)

### Exarcado de Kiev
- Józef Kurcewicz (1620-1625) (sin el consentimiento del rey polaco)